# Menon von Pharsalos († 321 v. Chr.)
Menon (griechisch Μένων Ménōn; † 321 v. Chr.) war ein thessalischer Reitergeneral während des Lamischen Krieges (323–322 v. Chr.) gegen Makedonien.
Menon stammte aus Pharsalos in Thessalien und gehörte wahrscheinlich der Familie jenes Menon von Pharsalos († 400 v. Chr.) an, der im späten 5. Jahrhundert v. Chr. ein Söldnergeneral des persischen Prinzen Kyros gewesen war.
Beim Ausbruch des Lamischen Krieges nach dem Tod Alexanders des Großen 323 v. Chr. trat Menon als Befehlshaber der Kavallerie (hipparchos) der gegen Makedonien kämpfenden Griechen unter der Führung Athens auf. Er war am Sieg über den Feldherrn Leonnatos maßgeblich beteiligt, der versucht hatte, den in Lamia eingeschlossenen Antipater zu entsetzen. Anschließend führte er erneut die Kavallerie in der Schlacht von Krannon gegen eine makedonische Übermacht, die in einem Patt endete. Ein anschließend von ihm und dem Feldherrn Antiphilos unternommener Vermittlungsversuch zwischen Griechen und Makedonen scheiterte an der von Antipater aufgestellten Bedingung, nur Separatfrieden mit den einzelnen Städten zu akzeptieren, während die Griechen wiederum auf einen allgemeinen Frieden zwischen Makedonien und ihrem Bund beharrten. Die Städte Thessaliens wurden in der Folge von den Makedonen erobert, ohne dass die Alliierten dagegen etwas unternehmen konnten. Die Niederlage Athens in der Seeschlacht bei Amorgos 322 v. Chr. besiegelte auch die Niederlage der Griechen. Menon selbst setzte sich zu den Aitolern ab, die den Kampf fortsetzen wollten. Als Antipater anlässlich des ersten Diadochenkrieges 321 v. Chr. nach Asien abgezogen war, unternahmen die Aitoler eine Offensive nach Thessalien hinein. Dort stellte sich ihnen der makedonische Statthalter Polyperchon entgegen, von dem sie in einer Schlacht besiegt wurden, in der Menon fiel.
Menon war der Vater der Phthis, die den Epirotenkönig Aiakides heiratete und die Mutter des Pyrrhos wurde.